# Mistrovství světa ve vodním slalomu 1963
Mistrovství světa ve vodním slalomu 1963 se uskutečnilo v rakouském Spittalu pod záštitou Mezinárodní kanoistické federace. Jednalo se o 8. mistrovství světa ve vodním slalomu.

## Muži

### Kánoe
| Závod       | Zlato | Body  | Stříbro | Body  | Bronz | Body   |
| C1          | Manfred Schubert (GDR)                                                                                          | 361.1 | Gert Kleinert (GDR)                                                                                                 | 378.1 | Jean-Claude Tochon (SUI)                                                                                     | 382.4  |
| C1 družstvo | Východní Německo Manfred Schubert Gert Kleinert Karl-Heinz Wozniak                                              | 443.5 | Západní Německo Norbert Schmidt Otto Stumpf Heiner Stumpf                                                           | 580.7 | Švýcarsko Heinz Grobat Jean-Claude Tochon Marcel Roth                                                        | 613.3  |
| C2          | Východní Německo Günther Merkel Manfred Merkel                                                                  | 336.2 | Jugoslávie Natan Bernot Dare Bernot                                                                                 | 342.3 | Východní Německo Jürgen Noak Siegfried Lück                                                                  | 343.8  |
| C2 družstvo | Východní Německo Günther Merkel a Manfred Merkel Jürgen Noak a Siegfried Lück Rudolf Seifert a Manfred Glöckner | 479.4 | Západní Německo Kurt Longrich a Jürgen Hauschild Hermann Roock a Günter Brümmer Günther Tuchel a Wolf Dieter Seller | 787.4 | Rakousko Bruno Kerbl a Klaus Gürtelbauer Anton Biegel a Helmut Schilhuber Franz Tutschka a Alfred Haberzettl | 1657.7 |

### Kajak
| Závod       | Zlato                                                   | Body  | Stříbro                                                     | Body  | Bronz                                                               | Body  |
| K1          | Jürgen Bremer (GDR)                                     | 266.7 | Rolf Luber (GDR)                                            | 274.5 | Jiří Černý (TCH)                                                    | 299.4 |
| K1 družstvo | Východní Německo Eberhard Gläser Rolf Luber Fritz Lange | 419.4 | Polsko Eugeniusz Kapłaniak Władysław Piecyk Bronisław Waruś | 421.4 | Spojené království David Mitchell Geoffrey Dinsdale Martin Rohleder | 473.5 |

## Ženy

### Kajak
| Závod       | Zlato                                                              | Body  | Stříbro                                                      | Body  | Bronz                | Body  |
| K1          | Ludmila Veberová (TCH)                                             | 312.4 | Ursula Gläserová (GDR)                                       | 331.4 | Jana Zvěřinová (TCH) | 354.0 |
| K1 družstvo | Východní Německo Ursula Gläserová Anneliese Bauerová Lia Merkelová | 400.2 | Československo Ludmila Veberová Jana Zvěřinová Renata Knýová | 401.7 | –                    |       |

## Mix

### Kánoe
| Závod | Zlato                                    | Body  | Stříbro                                            | Body  | Bronz                                          | Body  |
| C2    | Jugoslávie Alenka Bernotová Borut Justin | 372.1 | Východní Německo Margitta Krügerová Werner Lempert | 411.2 | Československo Vratislava Nováková Karel Novák | 422.7 |

## Medailové pořadí zemí
| Pořadí | Země               | Zlato | Stříbro | Bronz | Celkem |
| ------ | ------------------ | ----- | ------- | ----- | ------ |
| 1      | Východní Německo   | 7     | 4       | 1     | 12     |
| 2      | Československo     | 1     | 1       | 3     | 5      |
| 3      | Jugoslávie         | 1     | 1       | 0     | 2      |
| 4      | Západní Německo    | 0     | 2       | 0     | 2      |
| 5      | Polsko             | 0     | 1       | 0     | 1      |
| 6      | Švýcarsko          | 0     | 0       | 2     | 2      |
| 7      | Rakousko           | 0     | 0       | 1     | 1      |
| 8      | Spojené království | 0     | 0       | 1     | 1      |
| Celkem | Celkem             | 9     | 9       | 8     | 26     |